# Prundu (gmina)
Prundu – gmina w Rumunii, w okręgu Giurgiu. Obejmuje miejscowości Prundu i Puieni. W 2011 roku liczyła 4386 mieszkańców. 